# Musée de la Tour des Prisons

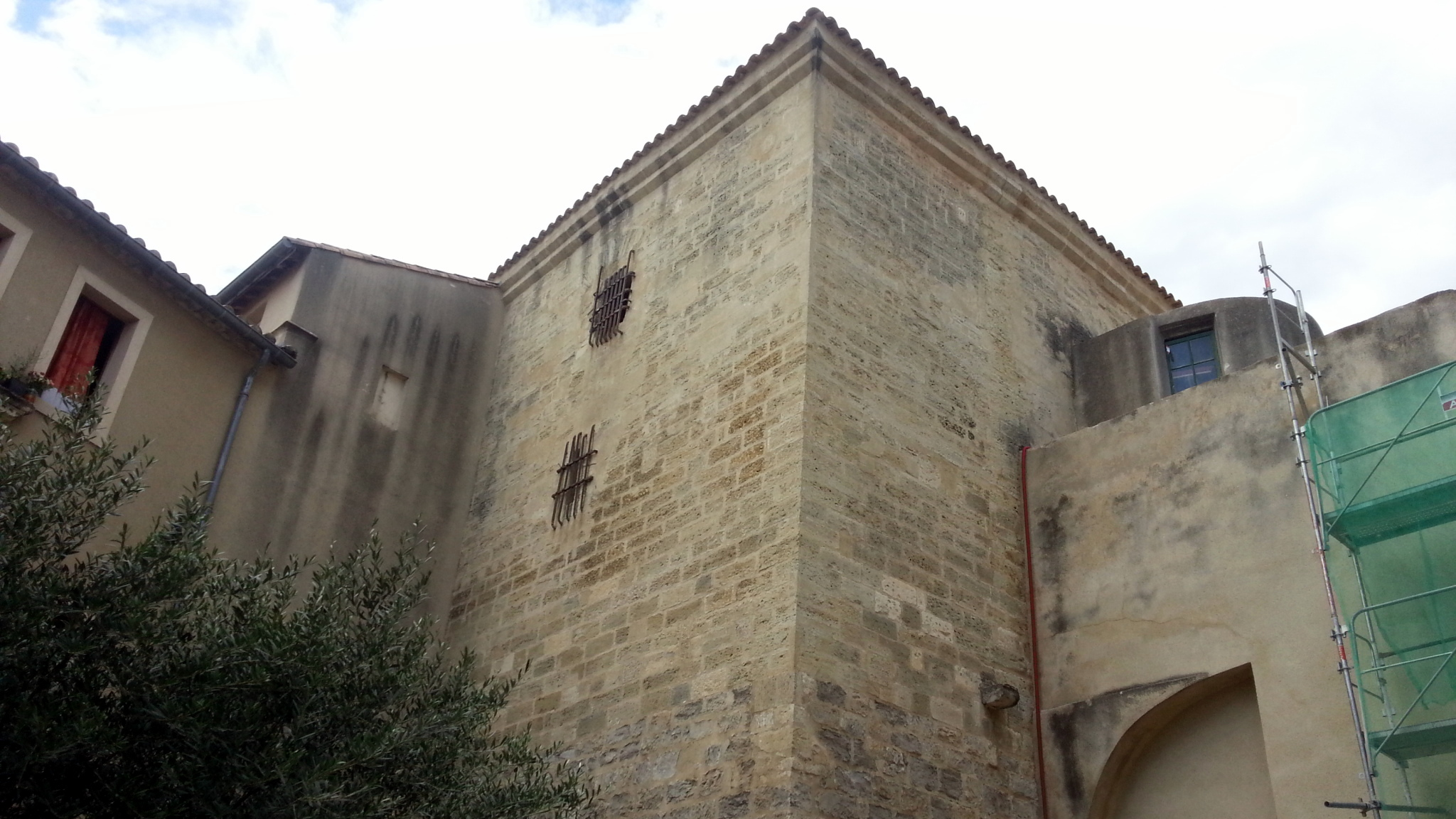
Außenansicht

Das Musée de la Tour des Prisons ist ein Museum in der Gemeinde Lunel im französischen Département Hérault.
Der heute im historischen Ortszentrum gelegene, 16 Meter hohe Turm wurde im 11. Jahrhundert als Teil einer Wehranlage errichtet und diente zum Schutz der Porte Notre-Dame. Während der Religionskriege des 16. Jahrhunderts wurde er in ein Gefängnis umgewandelt; eine Funktion, die er bis 1917 behielt. Das Gebäude wurde 1998 als Monument historique unter Denkmalschutz gestellt.
Nach mehrmonatiger Renovierung wurde der Turm am 20. September 2014 als Museum eröffnet. Zu besichtigen sind die früheren Gefängniszellen und der Wachraum im Obergeschoss. In den Räumen haben sich über 300 Graffiti von ehemaligen Gefangenen erhalten. 
In der Ausstellung werden zudem verschiedene Alltagsgegenstände gezeigt, die bei Ausgrabungen auf dem Areal, insbesondere in den Gefängnislatrinen gefunden wurden. Dazu gehören Murmeln, Zeitungsausschnitte, Tintenfässer, Würfel, Scheren, Knöpfe, Schuhe, Ton- oder Holzpfeifen, Scheren, Verschlüsse und Lumpen.